# Alakhanur, Raybag
Alakhanur là một làng thuộc tehsil Raybag, huyện Belgaum, bang Karnataka, Ấn Độ.